# 阿利蓋特峰
78°28′S 158°45′E / 78.467°S 158.750°E
阿利蓋特峰（英語：Alligator Peak）是南極洲的山峰，位於奧次地，屬於迴旋鏢山脈的一部分，由新西蘭探險隊取名自阿利蓋特嶺，現時由南極條約體系管理。